# Kümmernitztal
Kümmernitztal es un municipio situado en el distrito de Prignitz, en el estado federado de Brandeburgo (Alemania), a una altitud de 80 metros. Su población a finales de 2016 era de unos 400 habs. y su densidad poblacional, 20 hab/km².